# ضوية العلوي
ضوية العلوي سياسية بحرينية. تشغل منصب معاون الامين العام لشؤون متابعة الإستراتيجية الوطنية للنهوض بالمراة البحرينية في (المجلس الأعلى للمراة) في مملكة البحرين، تحمل شهادة البكالوريوس في التجارة ,شغلت سابقا منصب مدير إدارة الشؤون المالية والإدارية في وزارة التجار البحرينية لتنتقل إلى (المجلس الأعلى للمرأة) عام 2003. هي حاليًا مساعد الأمين العام للمجلس الأعلى للمرأة.